# Iglesia de San Pedro (Castellnou de Olujas)
La iglesia de San Pedro (en catalán: església de Sant Pere) es un templo católico situado en la plaza Mayor de Castellnou de Olujas, en la comarca de La Segarra, provincia de Lérida, Cataluña, España. La fecha de construcción es desconocida, pero se sabe que fue restaurada durante el siglo XVI y que durante todo este tiempo, ha sufrido alguna pequeña remodelación.

## Características
La iglesia sólo tiene una sola nave. En el interior podemos encontrar los sarcófagos de piedra de las familias Oluja y Castellnou.